# Приарий
Приарий (на латински: Priarius, † 378, Оеденбург при Бизхайм, Елзас) е крал на алеманското племе лентиенси.
Приарий е победен и убит в поход в Елзас в битката при Аргентовария, от войската на римския император Грациан, командвана от Малобавд.